# Etzelsrode
Etzelsrode är en ortsteil i staden Bleicherode i Landkreis Nordhausen i förbundslandet Thüringen i Tyskland. Etzelsrode var en kommun fram till den 1 januari 2019 när den uppgick i Bleicherode . Etzelsrode hade 88 invånare 2018.